# Żmijowiec (osada)
Żmijowiec – osada w Polsce, położona w województwie wielkopolskim, w powiecie międzychodzkim, w gminie Międzychód, w Puszczy Noteckiej, w pobliżu drogi wojewódzkiej nr 160.
W latach 1975–1998 miejscowość położona była w województwie gorzowskim.
Na przełomie kwietnia i maja 1941 w lasach w pobliżu miejscowości w ciągu ok. 2 tygodni Niemcy zamordowali około 600 osób, które przywieziono na miejsce egzekucji samochodami ciężarowymi od strony Kamionny. W 1944 pochowane w masowych mogiłach zwłoki ekshumowano i spalono, a popioły wrzucono do Warty. Na miejscu zbrodni w 1945 roku miejscowa ludność postawiła zachowany do dzisiaj krzyż. Obok niego, z inicjatywy Miejscowej Rady Związku Zawodowego Pracowników Rolnych przy Wydziale Rolnictwa i Leśnictwa Prezydium Powiatowej Rady Narodowej w Międzychodzie, kierowanym przez Stanisława Montewskiego, 18 stycznia 1959 odsłonięto pomnik upamiętniający ofiary okupanta. Posiada on formę pamiątkowego obelisku z tablicą opatrzoną napisem „Miejsce straceń ofiar hitleryzmu z lat 1942 – 1944. Cześć ich pamięci”. Postawiony na miejscu tragedii głaz znajdował się pierwotnie na terenie pól Józefa Bengscha w Radgoszczy, na 2/3 wkopany w ziemię. W czasie wojny Niemcy wpadli na pomysł, by go wykopać i wykorzystać jako pomnik Adolfa Hitlera, do czego nie doszło ze względu na koniec okupacji. Natomiast w 1958 kamień odkopano łopatami, włożono pod niego tak zwaną szlepę i próbowano wyciągnąć ciągnikiem. Przy transporcie głaz przydusił 5-letnie dziecko, które jednak nie ucierpiało, a pod Radgoszczą spowodował zarwanie się mostku, który trzeba było następnie odbudować. Ustawienie kamienia w Żmijowcu oraz wykonanie napisów zlecono międzychodzkiemu kamieniarzowi Julianowi Hausmannowi. W pomnik wmurowano znalezione na miejscu kremacji zwęglone części kości ofiar, zęby, włosy, paznokcie i kawałki sukna. W późniejszych latach obelisk został ogrodzony metalowym łańcuchem, który obecnie, ze względu na liczne kradzieże, został zastąpiony łańcuchem plastikowym. Miejscem opiekują się międzychodzcy harcerze i rodzina Bengschów.
Oznakowany tablicą „Miejsce Pamięci Narodowej” głaz znajduje się w Puszczy Noteckiej, około 400 metrów na lewo od drogi wojewódzkiej nr 160, w odległości 8 kilometrów od mostu na Warcie w Międzychodzie.